# 细弱柳叶箬
细弱柳叶箬（学名：Isachne tenuis）为禾本科柳叶箬属下的一个种。

## 扩展阅读
- 維基物種上的相關：细弱柳叶箬